# Crisiella diversa
Crisiella diversa är en mossdjursart som först beskrevs av Kluge 1955. Crisiella diversa ingår i släktet Crisiella, och familjen Crisiidae. Inga underarter finns listade i Catalogue of Life.